# Letni Puchar Juniorów w narciarstwie alpejskim 2024
Sezon 2024 Letniego Pucharu Juniorów w narciarstwie alpejskim rozpoczął się 24 maja 2024 r. w niemieckim Neudorf, natomiast ostatnie zawody z tego cyklu zostały rozegrane w dniach 13–15 września tego samego roku we włoskim Sauris. Łącznie zorganizowano 20 konkursów dla kobiet i mężczyzn.

## Letni Puchar Juniorów w narciarstwie alpejskim kobiet
Wśród kobiet Letniego Pucharu Juniorów z sezonu 2023 broniła Austriaczka Tina Hetfleisch. Tym razem zwyciężyła jej rodaczka Lara Teynor.
W poszczególnych klasyfikacjach triumfowały:
- slalom:  Lara Teynor
- gigant:  Lara Teynor
- supergigant:  Nicole Mastalli
- superkombinacja:  Eliška Rejchrtová

## Letni Puchar Juniorów w narciarstwie alpejskim mężczyzn
Wśród mężczyzn Letniego Pucharu Juniorów z sezonu 2023 bronił Austriak Sebastian Posch. Tym razem zwyciężył Włoch Andrea Iori.
W poszczególnych klasyfikacjach triumfowali:
- slalom:  Nathan Seganti
- gigant:  Andrea Iori
- supergigant:  Andrea Iori
- superkombinacja:  Andrea Iori